# ネオプトレモス2世
ネオプトレモス2世（希：Νεoπτόλεμος Β'、ラテン文字転記：Neontolemos II、在位：紀元前302年 - 紀元前295年）は、エピロス王である。

## 生涯
ネオプトレモス2世はアレクサンドロス1世とクレオパトラ（マケドニア王ピリッポス2世の娘でアレクサンドロス大王の姉妹）の子である。アレクサンドロスの死後、ネオプトレモスの従兄弟にあたるアイアキデスが王位に上り、その死後はアイアキデスの息子のピュロスが王位についた。しかし、紀元前302年にピュロスがエピロス人の蜂起によって王位を追われると、ネオプトレモスが王位に登った。しかし、ネオプトレモスは悪政のために信望を失った。その一方、帰国してきたピュロスとの共同統治に同意したものの、後になると両者は対立するようになった。ネオプトレモスはピュロス暗殺の陰謀を進めたが、その計画はピュロスの知るところとなり、先手を打ったピュロスによってネオプトレモスは晩餐に招かれてそこで殺された。

## 註
1. ↑  プルタルコス, 「ピュロス」, 4
2. ↑  ibid, 5

## 参考URL
- プルタルコスの「ピュロス伝」の英訳（プロジェクト・グーテンベルク内）